# ژان-لویی ترنتینیان
ژان-لویی ترنتینیان (به فرانسوی: Jean-Louis Xavier Trintignant) (تلفظ فرانسوی: [tʁɛ̃tiɲɑ̃]؛ ۱۱ دسامبر ۱۹۳۰ – ۱۷ ژوئن ۲۰۲۲) هنرپیشه اهل فرانسه و یکی از برجسته‌ترین بازیگران سینمای موج نو فرانسه بود.

## زندگی‌نامه
او در طول شش دهه فعالیت حرفه‌ای در سینما، در کلاسیک‌های معروفی چون «قرمز» از سه‌گانه «سه رنگ» ساخته کریشتوف کیشلوفسکی، «دنباله‌رو» به کارگردانی برناردو برتولوچی و «مردی که دروغ می‌گوید» ساخته آلن رب‌گریه نقش‌آفرینی کرد و برای مردی که دروغ می‌گوید، در سال ۱۹۶۸ جایزه خرس نقره‌ای بهترین بازیگر را از جشنواره فیلم برلین دریافت کرد. ژان لویی ترنتینیان با حضور در فیلم فرانسوی «زِد» محصول سال ۱۹۶۹ به کارگردانی کوستا گاوراس، جایزه بهترین بازیگر جشنواره فیلم کن ۱۹۶۹ را از آن خود کرد. آخرین‌بار در فیلم «عشق» ساخته میشائیل هانکه مقابل دوربین رفت.
ترنتینیان در طول سال‌های فعالیت هنری خویش پنج‌بار نامزد دریافت جایزه سزار – معروف به اسکار فرانسوی – شد و سرانجام با درام «عشق» در سال ۲۰۱۳ جایزه سزار بهترین بازیگر مرد را به خانه برد.

## زندگی شخصی و درگذشت
ترنتینیان از خانواده ای ثروتمند بود. او برادرزاده لوئیس ترنتینیان قهرمان رقابت‌های اتوموبیل‌رانی بود که در سال ۱۹۹۳در حین تمرین در میدان رقابت‌های اتوموبیل‌رانی در پیکاردی، آمین (شهر) کشته شد. عموی دیگر او موریس ترنتینیان (۱۹۱۷–۲۰۰۵) یک راننده فرمول یک بود که برنده دو بار جایزه بزرگ موناکو شد و همچنین رقابت‌های ۲۴ساعته لمانز را برد. خود ژان لویی یک راننده مشتاق مسابقات رالی آماتور بود و در چندین رالی سطح بالا در دهه‌های ۱۹۷۰و ۱۹۸۰شرکت کرد، از جمله چندین دور مسابقات رالی قهرمانی جهان، او در رالی ۱۹۸۱مونت کارلو در کلاس خود به مقام اول رسید. ترنتینیان که در فضای مسابقات اتومبیل‌رانی و محدوده آن بزرگ شده بود، انتخاب طبیعی کلود للوش کارگردان فیلم برای ایفای نقش اصلی یک راننده اتومبیل‌رانی در فیلم یک مرد و یک زن در ۱۹۶۶ بود. او در ژوئن ۲۰۰۷بر اثر تصادف با موتور از ناحیه پا آسیب دید.
همسر اول اوا استفان آدران یک بازیگربود. همسر دوم او، نادین مارکوان، بازیگر، فیلمنامه‌نویس و کارگردان بود. آنها صاحب سه فرزند شدند: وینسنت، پائولین (که در سال ۱۹۶۹هنگامیکه نوزاد بود درگذشت)، و ماری ترنتینیان (۲۱ ژانویه ۱۹۶۲–۱ اوت ۲۰۰۳). ماری در ۱۷سالگی در کنار پدرش در تراس (فیلم ۱۹۸۰) یک برنامه اجرا کرد و بعدها به یک بازیگر موفق تبدیل شد. او در سن ۴۱سالگی توسط دوست پسرش، برتراند کانتات، نوازنده راک، در اتاق هتلی در ویلنیوس، لیتوانی کشته شد.
ترنتینیان در ۲۰۱۸، اعلام کرد که به سرطان پروستات مبتلا شده‌است و به دنبال درمان نخواهد بود. در نوامبر ۲۰۲۱، گزارش شد که او به تدریج در حال از دست دادن بینایی خود است و وضعیت سلامتی وی رو به زوال می‌رود. ژان لویی ترنتینیان روز جمعه ۱۷ ژوئن ۲۰۲۲ در سن ۹۱ سالگی در خانه‌اش در اوزه، فرانسه درگذشت.

## گزیدهٔ فیلم‌شناسی
| سال  | عنوان فیلم                                        | نقش                           | کارگردان                 | توضیحات |
| ---- | ------------------------------------------------- | ----------------------------- | ------------------------ | --- |
| ۱۹۵۶ | قانون کوچه‌ها                                      | ایو ترگیه                     | رالف حبیب                | |
| ۱۹۵۶ | و خدا زن را آفرید                                 | میشل تاردیو                   | روژه وادیم               | |
| ۱۹۵۹ | روابط خطرناک                                      | دانسنی                        | روژه وادیم               | |
| ۱۹۵۹ | تابستان خشن                                       | کارلو کارمولی                 | والریو زورلینی           | |
| ۱۹۶۰ | استرلیتس                                          | سگور جونیور                   | آبل گانس                 | |
| ۱۹۶۲ | نبرد در جزیره                                     | کلمان لسه                     | آلن کاوالیه              | |
| ۱۹۶۲ | زندگی آسان                                        | روبرتو ماریانی                | دینو ریسی                | |
| ۱۹۶۵ | آدمکشان کوپه                                      | اریک گراندن                   | کوستا گاوراس             | |
| ۱۹۶۶ | یک مرد و یک زن                                    | ژان لویی دورک                 | کلود للوش                | |
| ۱۹۶۸ | ماده آهوان                                        | پل توما                       | کلود شابرول              | |
| ۱۹۶۸ | سکوت بزرگ                                         | سکوت                          | سرجو کوربوچی             | |
| ۱۹۶۸ | عشق من، عشق من                                    | ونسان فالز                    | نادین ترنتینیان          | |
| ۱۹۶۸ | مردی که دروغ می‌گوید                               | ژان رابین / بوریس واریسا      | آلن رب‌گریه               | جشنواره فیلم برلین — جایزه خرس نقره‌ای برای بهترین بازیگر |
| ۱۹۶۹ | لیبرتین                                           | کارلو د مارکی                 | پاسکواله فستا کامپانیله  | |
| ۱۹۶۹ | آمریکایی                                          | برونو                         | کارلو د مارکی            | |
| ۱۹۶۹ | زد                                                | کریستوس سارتزتاکیس            | کوستا گاوراس             | بهترین بازیگر مرد جشنواره فیلم کن |
| ۱۹۶۹ | شبی نزد خانم مد                                   | ژان لویی                      | اریک رومر                | |
| ۱۹۷۰ | دنباله‌رو                                          | مارچلو کلریچی                 | برناردو برتولوچی         | |
| ۱۹۷۰ | ولگرد                                             | سیمون دورک                    | کلود للوش                | |
| ۱۹۷۱ | بدون انگیزه آشکار                                 | استفان کارلا                  | فیلیپ لابرو              | |
| ۱۹۷۱ | تریاک و چوب دستی                                  | شودیه                         | احمد راشدی               | |
| ۱۹۷۲ | سوءقصد                                            | فرانسوا دارین                 | ایو بواسه                | |
| ۱۹۷۲ | مرد مقتول                                         | لوسین بلون                    | ژاک دری                  | |
| ۱۹۷۳ | قطار                                              | ژولین ماروایور                | پیر گرانیه-دفر           | |
| ۱۹۷۴ | سرخوردن تدریجی لذت                                | افسر پلیس                     | آلن رب‌گریه               | |
| ۱۹۷۴ | ویلن‌های مجلس رقص                                  | میشل                          | میشل دراش                | |
| ۱۹۷۴ | راز                                               | داوید داگر                    | رابرت آنریکو             | |
| ۱۹۷۴ | گوسفند هار                                        | نیکلا ماله                    | میشل دوویل               | |
| ۱۹۷۵ | داستان یک پلیس                                    | امیل بویسون                   | ژاک دری                  | |
| ۱۹۷۵ | زن یکشنبه                                         |                               | لوئیجی کومنچینی          | |
| ۱۹۷۷ | مسافران                                           | الکس موانو                    | سرژ لوروای               | |
| ۱۹۷۸ | پول دیگران                                        | هانری رنیه                    | کریستین دو شالونژ        | |
| ۱۹۸۰ | تراس                                              | انرکو دورسی                   | اتوره اسکولا             | |
| ۱۹۸۰ | شما را دوست دارم                                  | ژولین                         | کلود بری                 | |
| ۱۹۸۱ | شور عشق                                           | دکتر                          | اتتوره اسکولا            | |
| ۱۹۸۱ | آب‌های ژرف                                         | ویک آلن                       | میشل دویل                | |
| ۱۹۸۱ | مالویل                                            | فولبر                         | کریستین دو شالونژ        | |
| ۱۹۸۳ | زنده باد یکشنبه                                   | ژولین ورس                     | فرانسوا تروفو            | |
| ۱۹۸۳ | زیر آتش                                           | مارسل ژازی                    | راجر اسپاتیسوود          | |
| ۱۹۸۴ | زنده باد زندگی                                    | فرانسوا گوشه                  | کلود للوش                | |
| ۱۹۸۵ | رفتن و بازگشتن                                    | رولاند ریویر                  | کلود للوش                | |
| ۱۹۸۵ | قرار ملاقات                                       | اسکراتسلر                     | آندره تشینه              | |
| ۱۹۸۶ | یک مرد و یک زن: ۲۰ سال بعد                        | ژان لویی دورک                 | کلود للوش                | |
| ۱۹۸۶ | زن زندگیم                                         | پیر                           | رژی وارگنیه              | نامزد - جایزه سزار بهترین بازیگر نقش مکمل مرد |
| ۱۹۸۹ | هتل بونکر پالاس                                   | هلم                           | آنکی بیلال               | |
| ۱۹۹۱ | سپاس، زندگی                                       | افسر اس اس                    | برتران بلیه              | |
| ۱۹۹۴ | سه رنگ: سرخ                                       | ژوزف کرن                      | کریشتوف کیشلوفسکی        | نامزد — جایزه سزار بهترین بازیگر نقش اول مرد |
| ۱۹۹۵ | شهر بچه‌های گمشده                                  | صدا                           | ژان پیر ژونه و مارک کارو | |
| ۱۹۹۵ | فیستا                                             | سرهنگ مازاگوال                | پیر بوترن                | نامزد — جایزه سزار بهترین بازیگر نقش اول مرد |
| ۱۹۹۶ | قهرمان تودار                                      | آلبر دهوس (بزرگسال)           | ژاک اودیار               | |
| ۱۹۹۸ | آنهایی که مرا دوست دارند می‌توانند سوار قطار بشوند | لوسین امریش /ژان باتیست امریش | پاتریس شرو               | نامزد — جایزه سزار بهترین بازیگر نقش مکمل مرد |
| ۲۰۰۳ | ژانی و جان                                        | آقای کانون                    | ساموئل بانشتری           | |
| ۲۰۱۲ | عشق                                               | ژرژ                           | میشائل هانکه             | جایزه سزار برای بهترین هنرپیشه مرد جایزه فیلم اروپا برای بهترین هنرپیشه مرد جایزه لومیر مطبوعات خارجی برای بهترین هنرپیشه مرد نامزد—جایزه اینترنشنال سینه فیل سوسایتی برای بهترین هنرپیشه مرد نامزد—جایزه فیلم کریتیکس سرکل لندن برای هنرپیشه سال |

## جوایز
- ۱۹۶۸- خرس نقره‌ای بهترین بازیگر برای فیلم مرد دروغگو[۱۱]
- ۱۹۶۹ - بهترین بازیگر جشنواره فیلم کن برای فیلم زد[۱۲]
- ۱۹۷۲ - دیوید دی دوناتلو - جایزهٔ ویژه
- ۲۰۱۲ - جوایز فیلم اروپا - بهترین بازیگر برای فیلم عشق
- ۲۰۱۳ - جایزه سزار - بهترین بازیگر برای فیلم عشق

ترنتینیان پنج بار نامزد دریافت جایزه سزار در سال‌های ۱۹۸۷، ۱۹۹۵، ۱۹۹۶، ۱۹۹۹، و ۲۰۱۳ شد.